# Крижане серце 2
«Крижане серце 2» (англ. Frozen II) — американський анімаційний фільм 2019 року, створений студією Walt Disney Animation і випущений кінокомпанією Walt Disney Pictures. Сиквел мультфільму «Крижане серце» 2013 року.
У широкий прокат США стрічка вийшла 22 листопада 2019 року. Українська прем'єра відбулася 21 листопада.

## Сюжет
Початок мультфільму змальовує час, коли Ельза й Анна діти, їхні батьки розповідають їм казку на ніч. Це історія битви між людьми Еренделла і племенем Нортулдра, яке прагне жити в гармонії з природою. Сестер ця історія дуже вражає, особливо Ельзу.
Згодом дія переноситься в сучасність. Пройшло три роки від подій першої частини мультфільму. Сестри живуть разом і самі правлять Еренделлом. Ельза останнім часом втратила спокій, адже стала чути таємничий голос, що кличе її.
Королева Еренделла йде на поклик голосу і пробуджує духів Зачарованого лісу. Вони починають впливати на життя королівства, загрожуючи безпеці його жителів. Тепер Ельзі належить вирушити до Зачарованого лісу і заспокоїти його духів. Анна наполягає на тому, щоб іти всім разом, з Олафом, Крістофом і Свеном.
У Зачарованому лісі герої зустрічають плем'я Нортулдрів і деяких солдатів Еренделла. Після страшної битви між королівством і племенем ніхто з них не може вийти з лісу через густий туман. Тут Ельза та Анна дізнаються вражаючі речі про своїх батьків.
У розповіді про конфлікт між Нортулдром та Еренделлом міститься одкровення, яке дає зрозуміти, чому люди мають відповідати за помилки своїх предків.
Хоча герої вже і примирилися з племенем Нортулдрів, але таємничий голос досі кличе Ельзу, і вона вирушає далі. Під час подорожі Ельза знаходить корабель, на якому загинули її батьки, та дізнається, що вони хотіли потрапити до річки пам'яті Ахтохаллен. Королева Еренделла ставить собі за мету дізнатися, навіщо.
Дійшовши до річки пам'яті, Ельза дізнається, що її кликав голос матері, аби вона завершила початий ними з батьком шлях. Річка показує Ельзі всю правду про конфлікт племені Нортулдрів та їхнього дідуся. Щоб заспокоїти духів Зачарованого лісу, потрібно зруйнувати греблю. Саме це й робить Анна, пробудивши кам'яних велетнів.
В кінці мультфільму Крістоф та Анна заручаються. Ельза вирішує залишитися в Зачарованому лісі, а її сестра стає королевою Еренделла.

## Ролі озвучили
- Крістен Белл — Анна
- Ідіна Мензел — Ельза
- Джош Ґад — Олаф
- Джонатан Ґрофф — Крістоф
- Стерлінг К. Браун — Матіас
- Еван Рейчел Вуд — Ідуна
- Альфред Моліна — Аґнар
- Марта Плімптон — Єлена
- Джейсон Ріттер — Раґнір
- Рейчел Метьюз — Ханнемарен
- Джеремі Сісто — Король Рунард
- Ціаран Гіндс — Пабі
- Алан Тудик — Вождь
- Гедлі ҐаннувейЮна Анна — Юна Анна
- Маттея КонфортіЮна Ельза — Юна Ельза
- AURORA — Голос
- Мая Вілсон — Бульда
- Стівен Дж. Андерсон — Кай
- Геліма В. Гудсон — Геліма
- Джексон Штейн — Юний Аґнар
- Делані Роуз Штейн — Юна Ідуна

Голоси з Атохаллана
- Алан Тудик — Герцог Візельтон
- Сантіно Фонтана — Ганц

## Український дубляж
Дубльовано студією «Le Doyen» на замовлення компанії «Disney Character Voices International» у 2019 році.
- Переклад Романа Дяченка.
- Режисер дубляжу — Анна Пащенко
- Музичний керівник — Тетяна Піроженко
- Звукорежисери — Олена Лапіна, Станіслав Ногін, Михайло Угрин
- Координатори проєкту — Аліна Гаєвська, Ольга Боєва

Ролі дублювали:
- Ганна Сагайдачна — Анна
- Марія Яремчук — Анна (вокал)
- Аліна Проценко — Ельза
- Shanis — Ельза (вокал)
- Андрій Альохін — Олаф
- Дмитро Сова — Крістоф
- Кирило Каплуновський — Крістоф (вокал)
- Юрій Пустовіт — Матіас
- Вікторія Хмельницька — Ідуна
- Андрій Мостренко — Аґнар
- Ірина Дорошенко — Єлена
- Вячеслав Скорик — Раґнір
- Анна Бащєва — Ханнемарен
- Євген Пашин — Король Рунард
- Олександр Ігнатуша — Пабі
- Михайло Кришталь — Вождь
- Єсенія Селезньова — Юна Анна
- Крістіна Мельниченко — Юна Ельза
- Євген Лунченко — Оукен
- Голос — AURORA
- Тетяна Зіновенко — Бульда
- Михайло Войчук — Кай
- Лідія Муращенко — Геліма
- Олег Александров — Юний Аґнар

Голоси з Атохаллана
- Євген Малуха — Герцог Візельтон
- Володимир Остапчук — Ганс

А також: Ксенія Лук'яненко, Олександр Томко, Вероніка Щекал, Олег Александров, В'ячеслав Дудко, Роман Солошенко, Марія Сенько, Майя Ведернікова, Дмитро Шапкін, Едуард Порядченко, Олександр Чернов, Ілона Бойко, Катерина Башкіна-Зленко, Сергій Юрченко, Валентин Музиченко, Тетяна Піроженко, Володимир Трач, Ольга Лучакова та інші.
Пісні:
| Назва англійською                    | Назва українською       | Виконавець англійською                                      | Виконавець українською                                          |
| ------------------------------------ | ----------------------- | ----------------------------------------------------------- | --------------------------------------------------------------- |
| «All Is Found»                       | «Води пам'яті»          | Еван Рейчел Вуд                                             | Вікторія Хмельницька                                            |
| «Some Things Never Change»           | «Є навік живе»          | Крістен Белл, Ідіна Мензел, Джош Ґад, Джонатан Ґрофф та хор | Марія Яремчук, Shanis, Кір Каплуновський, Андрій Альохін та хор |
| «Into the Unknown»                   | «У незнане знов»        | Ідіна Мензел за участі AURORA                               | Shanis за участі AURORA                                         |
| «When I Am Older»                    | «Стану старшим»         | Джош Ґад                                                    | Андрій Альохін                                                  |
| «Reindeer(s) Are Better Than People» | «Оленям легше на світі» | Джонатан Ґрофф                                              | Кір Каплуновський                                               |
| «Lost in the Woods»                  | «Твій слід не знайду»   | Джонатан Ґрофф та хор                                       | Кір Каплуновський та хор                                        |
| «Show Yourself»                      | «Ось де я»              | Ідіна Мензел та Еван Рейчел Вуд                             | Shanis                                                          |
| «The Next Right Thing»               | «Я йду»                 | Крістен Белл                                                | Марія Яремчук                                                   |

## Виробництво
У кінці квітня 2014 року голова Walt Disney Studios заявив, що «ми насправді не говорили про сиквел, оскільки нинішнім пріоритетом нашої студії є запланований бродвейський мюзикл, для якого знадобиться „чотири або п'ять“ додаткових пісень, написаних Лопесом і Андерсоном-Лопесом». У листопаді 2014 року під час інтерв'ю The Daily Telegraph Ідіна Мензел заявила, що сиквел знаходиться в розробці, і коли її запитали про продовження, вона відповіла, що робота йде повним ходом.
12 березня 2015 року на щорічних зборах акціонерів Disney в Сан-Франциско головний виконавчий директор Disney Роберт Айгер, Джон Лассетер і актор Джош Ґад (голос Олафа) офіційно анонсували повнометражний сиквел «Крижане серце 2». Режисери першої частини Кріс Бак й Дженніфер Лі повернуться до роботи над другою картиною, так само як і продюсер. Лассетер говорить: «Нам дуже сподобалося працювати над мультфільмом, і ми з радістю повернемося у світ цих персонажів. Дженніфер і Кріс придумали відмінну ідею для сиквелу»." За даними Los Angeles Times, в Disney проводилося «серйозне обговорення» з приводу запуску другої частини, але безпрецедентний успіх першої частини, мабуть, переконав керівників Disney до створення продовження.
Місяць по тому Бак під час візиту в Австралію заявив, що у режисерів вже є ідея для кінцівки сиквела, але вони все ще працюють над історією, яка закінчиться в другій частині.
Під час інтерв'ю в середині жовтня Ідіна Мензел (голос Ельзи) розповіла, що актори вже записали свої вокальні треки. У липні 2015 року Джош Ґад підтвердив, що повернеться до озвучення Олафа.
У листопаді 2015 року Пітер Дель Вечо, відвідуючи Дюкський університет, пояснив в інтерв'ю, що його дні нині розділені між двома речами: "роботою над франшизою «Крижаного серця» і «розробкою ідеї для другої частини» з режисерами. Коли його запитали про те, чого чекати від продовження, Дель Вечо заявив: «Ми схвильовані ідеями, які маємо, але ще дуже рано щось про це говорити. Ми б не зайнялися розробкою продовження, якби відчували, що не дотягуємо до рівня оригіналу».
У березні 2016 року Крістен Белл (голос Анни), запитали, чи почала вона робити запис для сиквелу, під час інтерв'ю для фільму «Великий бос». Вона відповіла: «Ще ні. Ми якраз збираємося. Вони тільки що написали сценарій, і все ще турбуються, але я думаю, що ми повинні почати робити запис цього місяця. Історія велика, і вони виділяють якість. Знадобився деякий час, щоб з'ясувати, яку історію вони повинні були розповісти та що буде важливо і привабливо, і я думаю, що вони знайшли її». У вересні того ж року Белл пояснила в іншому інтерв'ю, що її більше ранні коментарі були помилкові, і вона ще не зробила запис для продовження, тому що Disney «все ще закінчували дописувати сценарій», але тим часом вона вже зробила запис пісень для різдвяного спеціального випуску.

## Реліз
«Крижане серце 2» вийшла на екрани в США 22 листопада 2019 року, дистриб'ютор — Walt Disney Studios Motion Pictures; до цього планувалося що дата релізу буде 30 листопада 2019 року. В Україні стрічка вийшла в широкий прокат 21 листопада 2019 року; прокатник — B&H.
Станом на 7 січня 2020 року касові збори мультфільму перевищили $1,325 млрд та установили новий світовий рекорд, обійшовши анімаційні фільми «Суперсімейка 2» ($1,243 млрд) та «Крижане серце» ($1,281 млрд).

## Виноски
1. ↑  Також стилізовано як «Крижане серце II»